# Bell Center
Bell Center é uma vila localizada no estado norte-americano de Wisconsin, no Condado de Crawford.

## Demografia
Segundo o censo norte-americano de 2000, a sua população era de 116 habitantes. 
Em 2006, foi estimada uma população de 109, um decréscimo de 7 (-6.0%).

## Geografia
De acordo com o United States Census Bureau tem uma área de 
14,4 km², dos quais 14,3 km² cobertos por terra e 0,1 km² cobertos por água.

## Localidades na vizinhança
O diagrama seguinte representa as localidades num raio de 20 km ao redor de Bell Center. 